# New Jersey (album)
 For alternative betydninger, se New Jersey. (Se også artikler, som begynder med New Jersey)
New Jersey er det fjerede studiealbum udgivet af rockgruppen Bon Jovi i 1988.
Albummet New Jersey indeholder sangene:
1. Lay Your hands on me
2. Bad medicin / your love is like bad medicin
3. Born to be my baby
4. Living in sin
5. Blood on  blood
6. Homebound Train
7. Wild Is The Wind
8. Ride Cowboy Ride
9. Stick To Your Guns
10. I'll Be There For You
11. 99 In The Shade
12. Love For Sale
13. Let It Rock

Albummet indeholder også: 
- en minifolder med teksterne til alle overstående sange.
- billeder af gruppen

Fra: The Bon Jovi Remasters
Udgivet af: Mercury